# Шагєєв Роберт Мансурович
Шагє́єв Ро́берт Мансу́рович (21 лютого 1977) — український військовий моряк, капітан I рангу Військово-Морських Сил ЗС України, командир підводного човна «Запоріжжя». У 2014 зрадив присягу України і перейшов на сторону російських окупаційних сил.

## Життєпис
Роберт Шагєєв закінчив Севастопольський військово-морський інститут імені П. С. Нахімова у 1999 році.
12 жовтня 2011 року капітан II рангу Шагєєв приступив до командування військовим підводним човном «Запоріжжя». До того він очолював другий екіпаж субмарини, метою існування якого було створити чинний кадровий резерв спеціалістів-підводників.
У липні 2013 Роберта Шагєєва було достроково представлено до звання капітан I рангу.
Під час українсько-російського конфлікту в АР Крим члени екіпажу човна «Запоріжжя» на чолі з капітаном Шагєєвим, що були заблоковані у Стрілецькій бухті, через підприємців, які привезли їм гуманітарну допомогу, передали громадянам України, що вони стоятимуть до останнього, але Україну не здадуть, незважаючи на те, що їм вісім разів пропонували здатися й перейти на бік Російської Федерації.
Утім, 21 березня, після проведення чергового кола переговорів між керівництвом ЧФ РФ та капітаном Шагєєвим, другий вирішив зрадити присязі та передати підводний човен до складу Чорноморського флоту РФ.

## Відзнаки та нагороди
- Відзнака «Знак пошани»
- Медаль «10 років Збройним Силам України»
- Медаль «За сумлінну службу» II ст.
- Медаль «За сумлінну службу» III ст.
- Пам'ятна відзнака «15 років Військово-Морським Силам України»
- Пам'ятна відзнака «20 років Військово-Морським Силам України»
- Пам'ятна медаль «90 років Військово-морському прапору України»
- Почесний нагрудний знак «За досягнення у військовій службі»